# Mauricio Viana
Mauricio Alejandro Viana Caamaño (San Paolo, 14 giugno 1989) è un ex calciatore brasiliano naturalizzato cileno, di ruolo portiere.